# Abadia de Quedlimburgo

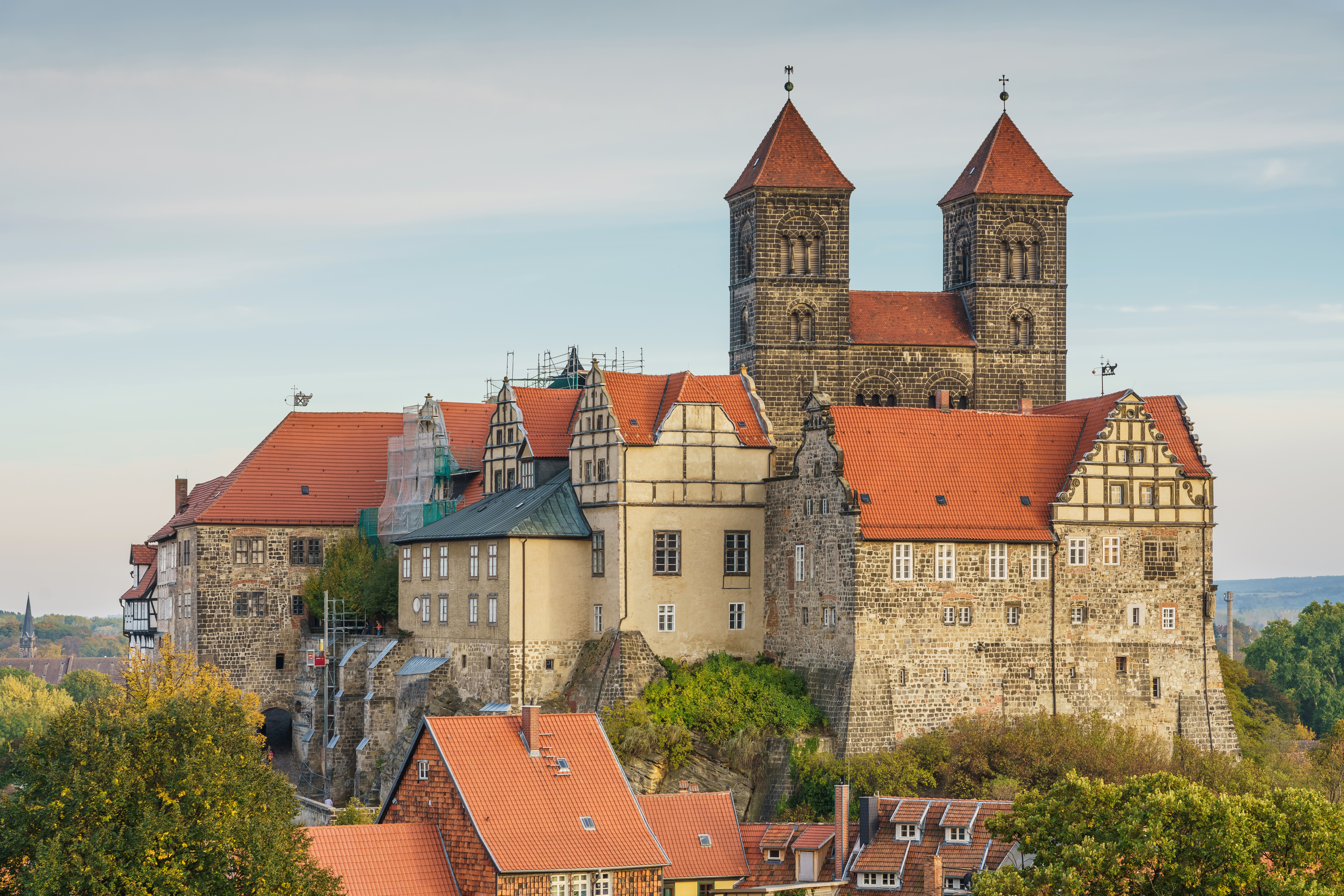
Castelo e mosteiro de Quedlimburgo.

A Abadia de Quedlimburgo (Stift Quedlinburg ou Reichsstift Quedlinburg) foi fundada em 936 através da iniciativa de Santa Matilda, em memória de Oto I. Localiza-se em Quedlimburgo, Saxônia-Anhalt, Alemanha.
Durante muitos séculos gozou de grande prestígio e influência.